# Следващ
„Следващ“ (на английски: Next) е щатски научнофантастичен екшън трилър от 2007 г. на режисьора Лий Тамахори и участват Никълъс Кейдж, Джулиън Мур, Джесика Бийл, Томас Кречман, Тори Китълс и Питър Фолк. Оригиналният сценарий на филма е свободно базиран на научнофантастичната кратка история „Златният човек“ през 1954 г., написан от Филип К. Дик. Филмът е пуснат на 25 април 2007 г. в Белгия и Франция, и на 27 април 2007 г. в САЩ от Paramount Pictures. Това е първият филм на Revolution Studios, за да е разпространен от Paramount Pictures, който е последван от „Трите хикса: Отново в играта“ (2017).